# Monastère de Gadong (Lhassa)
Pour les articles homonymes, voir Gadong.
Le monastère de Gadong (tibétain : དགའ་གདོང་, Wylie : dga' gdong) est un monastère de l'école kadampa du bouddhisme tibétain situé près de Lhassa au Tibet central et fondé au XIe siècle par  Zingpo Sherepa. Il devint le monastère de l'oracle de Gadong. En 1959, l'oracle de Gadong s'est enfui du Tibet lors du soulèvement tibétain et rejoint le 14e dalaï-lama à Dharamsala où il a fondé un nouveau monastère de Gadong. Tenzin Wangdak lui succéda le 25 juillet 1987.

## Histoire
Ghadong est un des trois monastères de la tradition Kadampa fondée par le maître indien Atisha au XIe siècle. Ghadong est devenu célèbre car l'un des professeurs de Tsong-Khapa, Lama Umapa, y a vécu et parce que Tsong-Khapa lui-même y eut la vision de Manjushri. Dans l'enceinte du monastère, se trouve un puits considéré comme le siège de la force vitale de la divinité oracle. Avec le temps, le complexe monastique a grandi, abritant l'oracle ainsi que son médium humain.
Le monastère était auparavant appelé Shingjachen ou « celui possédant l'oiseau en bois », ainsi appelé d'après le véhicule sur lequel Pehar Gyalpo est descendu pour la première fois. À l'époque du 5e dalaï-lama, le monastère de Ghadong et le monastère de Nechung passèrent sous l'aile de l'ordre des gelugpa. Depuis, ils ont abrité les deux principaux oracles consultés par le gouvernement tibétain et par des organisations monastiques et institutions tibétaines.
Les rituels du monastère de Ghadong suivent les traditions de nyingma et gelug. Alors que le médium de Nechung est toujours un moine célibataire, le statut de médium de Ghadong est transmis de père en fils. Les conseils de l'oracle sont demandés par des personnes, par le monastère étroitement lié de Drépung et par d'autres. On pense que la divinité de l'oracle de Ghadong a des pouvoirs spéciaux en matière de pluie et d’eau. Elle est sollicitée pour apporter son aide en période de sécheresse ou d’inondation afin de prévenir les dommages causés par la grêle et de contrôler les conditions météorologiques.
Avant l'Intervention militaire chinoise au Tibet dans les années 1950, le monastère de Ghadong comptait environ 70 moines. Après 1959, et la prise de contrôle par la Chine, ils ont tous été tués ou incarcérés dans des camps de travail ou contraints de rejoindre la vie civile. Le médium de l'oracle, accompagné de sa famille, s'est exilé en Inde. Le monastère et les bâtiments adjacents ont été détruits pendant la révolution culturelle et même avant.

## Reconstruction en Inde
Il n’a pas été possible de reconstruire le monastère de Ghadong pendant les premières années de l’exil. Le médium était âgé et ses fils étaient au service du gouvernement tibétain en exil. En 1975, le médium est décédé et l'un de ses fils est devenu son successeur. Un an plus tard, le gouvernement tibétain en exil a attribué un terrain dans la région de Gangchen Kyishong à Dharamsala pour le rétablissement éventuel du monastère de Ghadong.
En 1979, quatre vieux moines familiers avec la tradition de Ghadong se sont rendus en Inde. Grâce à leurs efforts et au travail du médium actuel, l’institution monastique a commencé à être reconstruite.
Pour obtenir des financements, le monastère s'est appuyé sur l'appliqué tibétain, un art d'agencement de morceaux de tissu de soie, coupés et finement cousus, pour obtenir des images de bodhisattvas. Ce travail est traditionnellement produit par des moines spécialement formés. Gyeten Namgyal (1912-1996), ancien tailleur du 13e et 14e dalaï-lamas a transmis ses connaissances. L'un de ses étudiants est Tenzin Gyaltsen, né au Tibet en 1969 et est arrivé à Dharamsala à l'âge de dix-huit ans, en 1985. Son oncle, Tenzin Wangdak , l’oracle de Ghadong, l’a encouragé à étudier l'appliqué tibétain avec Gyeten Namgyal et à « assumer la responsabilité particulière de poursuivre son œuvre ». Pendant près de huit ans, de 1986 à 1993, il étudia sous la direction de Gyeten Namgyal. Il a également enseigné pendant une courte période à l'Institut Norbulingka et, depuis 2000, il est le maître des appliqués en résidence du monastère de Sherabling, siège de Tai Situ Rinpoché.